# Casa de Gaveto entre a Rua das Ambrozias e a Rua das Lages
A Casa de Gaveto entre a Rua das Ambrozias e a Rua das Lages é um edifício histórico na vila de Alcantarilha, no Município de Silves, em Portugal. 

## Descrição e história
O edifício terá sido construído durante o século XX, para servir como residência.